# Gimbap
Gimbap (auch Kimbap, nach Ad-hoc-Umschrift: Gim-Bab oder Kim-Bab) ist ein populärer koreanischer Imbiss, der teilweise auch als Mittagessen verzehrt wird. Es besteht aus getrocknetem Purpurtang (kor. gim) und Reis (kor. bap oder bab = gekochter Reis), sowie je nach Variation weiteren Zutaten wie Bulgogi, Spinat, eingelegtem Rettich (kor. danmuji 단무지) und Omelette. Das koreanische „gim“ ähnelt in Farbe und Geschmack sehr dem japanischen „Nori“.
Es gibt eine Vielzahl von Zutaten, die dem Gimbap in unterschiedlichster Kombination zugegeben werden können (wie beispielsweise Sesamblätter, Thunfisch, verschiedene Käsesorten, Fischeier, Krebsfleisch). Anschließend wird es gerollt und die Rollen in mundgerechte Stücke geschnitten. Diese werden dann mit Stäbchen gegessen.

## Vergleich mit japanischen Gerichten

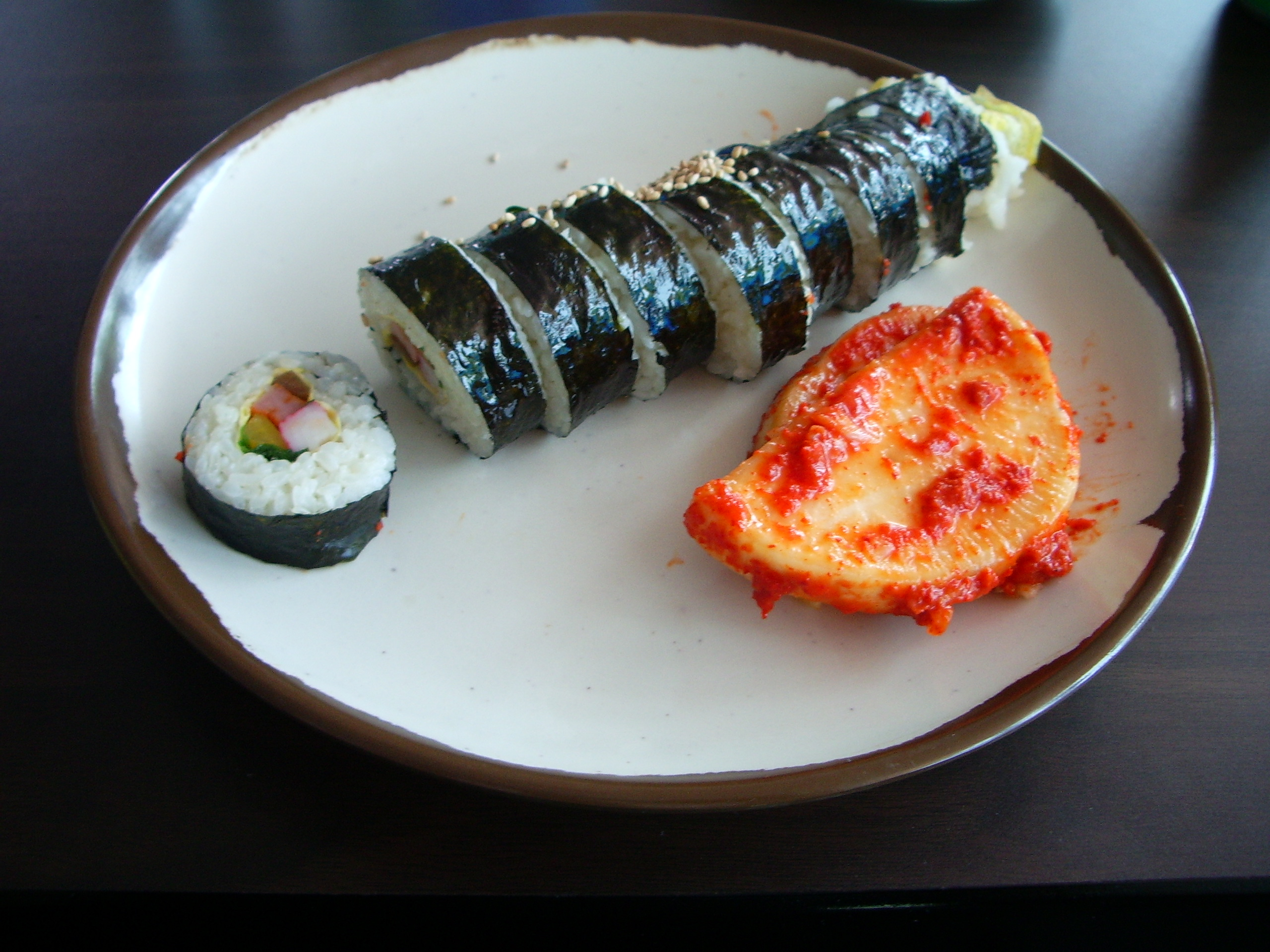
Gimbap mit Kimchi

In westlichen Augen ähnelt Gimbap auf den ersten Blick japanischen Maki oder Sushi-Rollen. Zwischen japanischen Sushi-Rollen (jap. maki sushi, 巻き寿司 ‚gerolltes Sushi‘) und koreanischem Gimbap (kor. 김밥 ‚gekochtem Reis im (eingerollten) Purpurtang‘) gibt es allerdings einige Unterschiede: So ist japanisches Sushi oft minimalistisch (etwa nur eine Thunfisch-Rolle oder eine reine Lachsrolle), während Gimbap mehrere unterschiedliche Zutaten (Fleisch und Gemüse) enthält. Roher Fisch (Sashimi) wird im Gegensatz zu Sushi bei Gimbap in der Regel nicht verwendet. Es ist unüblich, Gimbap mit Wasabi (Paste) oder Sojasauce zu essen, in deutsch-koreanischen Imbissen wird Gimbap jedoch auch mit Wasabi und Sojasauce gereicht.
Es gibt zwei überzeugende Theorien zum Ursprung von Gimbap. Die eine ist, dass Gimbap seinen Ursprung von einem traditionellen koreanischen Gericht, Bokssam (복쌈), nimmt. Die andere ist, dass Gimbap im 20. Jahrhundert von japanischem Maki-Sushi hergeleitet wurde.

## Internationale Gimbap-Küche
Gimbap gibt es zudem in vielen verschiedenen Formen und Variationen, zum Beispiel die „California Roll“, die von koreanischen Einwanderern in den USA (hauptsächlich in der Region Los Angeles) entwickelt worden ist und auch in vielen Sushi-Restaurants als Sushi-Variation angeboten wird. Außerdem gibt es Gimbap nicht nur in Rollenform, sondern auch in Form eines Dreiecks. Dazu wird jedoch das Gim vorher geröstet und mittels einer komplizierten Falttechnik in die dreieckige Form gebracht. (vgl. Onigiri)

## Gesundheitliche Aspekte
Gimbap zeichnet sich vor allem dadurch aus, dass je nach dem eigenen Geschmack die Füllung variiert und verändert werden kann. Gesundheitlich ist Gimbap durch den im Vergleich zu anderen Algenarten gemäßigten Iodgehalt (auch Jodgehalt) des Gims als sehr wertvoll einzuschätzen. Besonders in Kombination mit Kimchi ist es daher ein äußerst nahrhaftes und gesundes Gericht.

## Galerie

Zubereitung von Gimbap
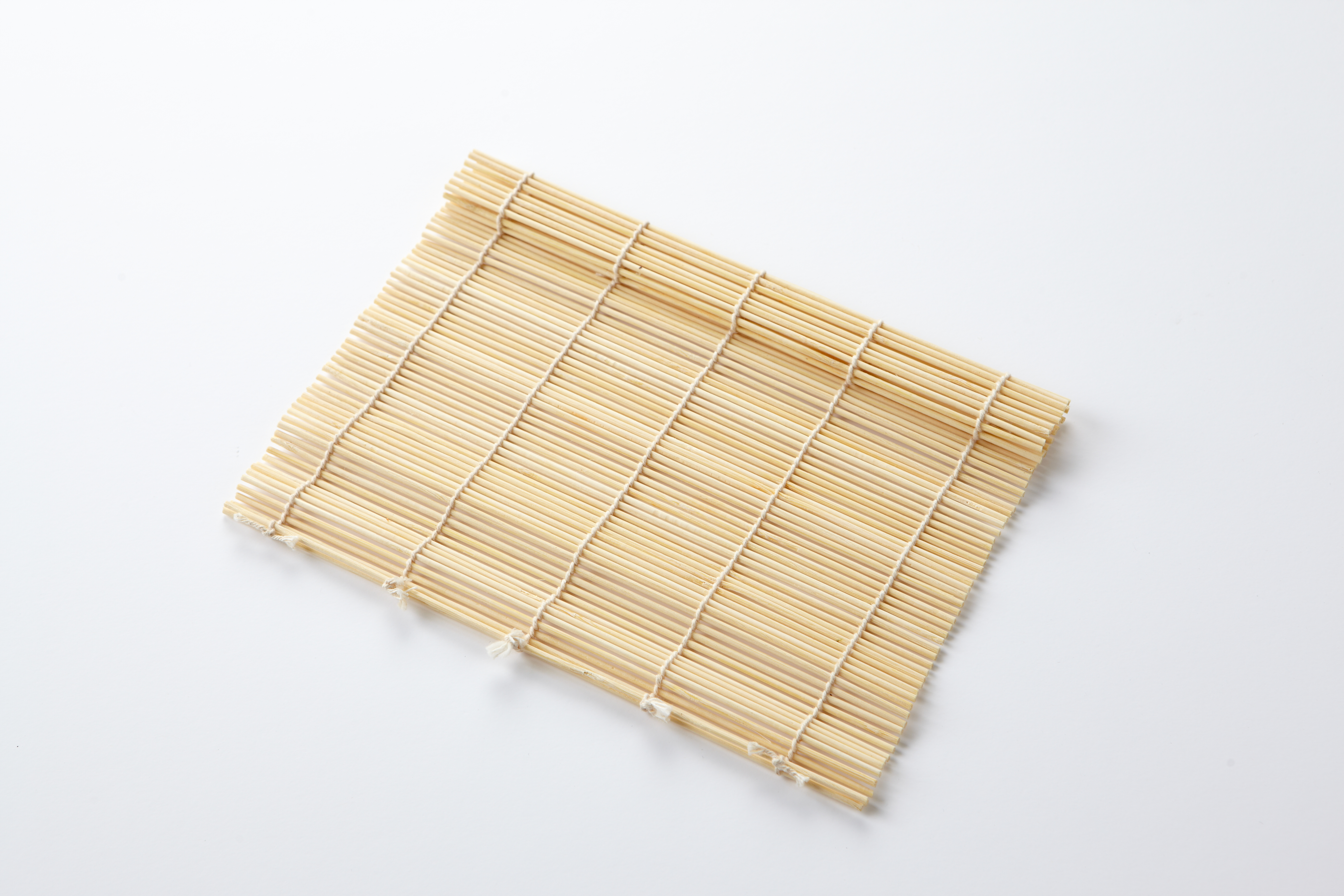
Bambusmatte zur Herstellung von Gimbap
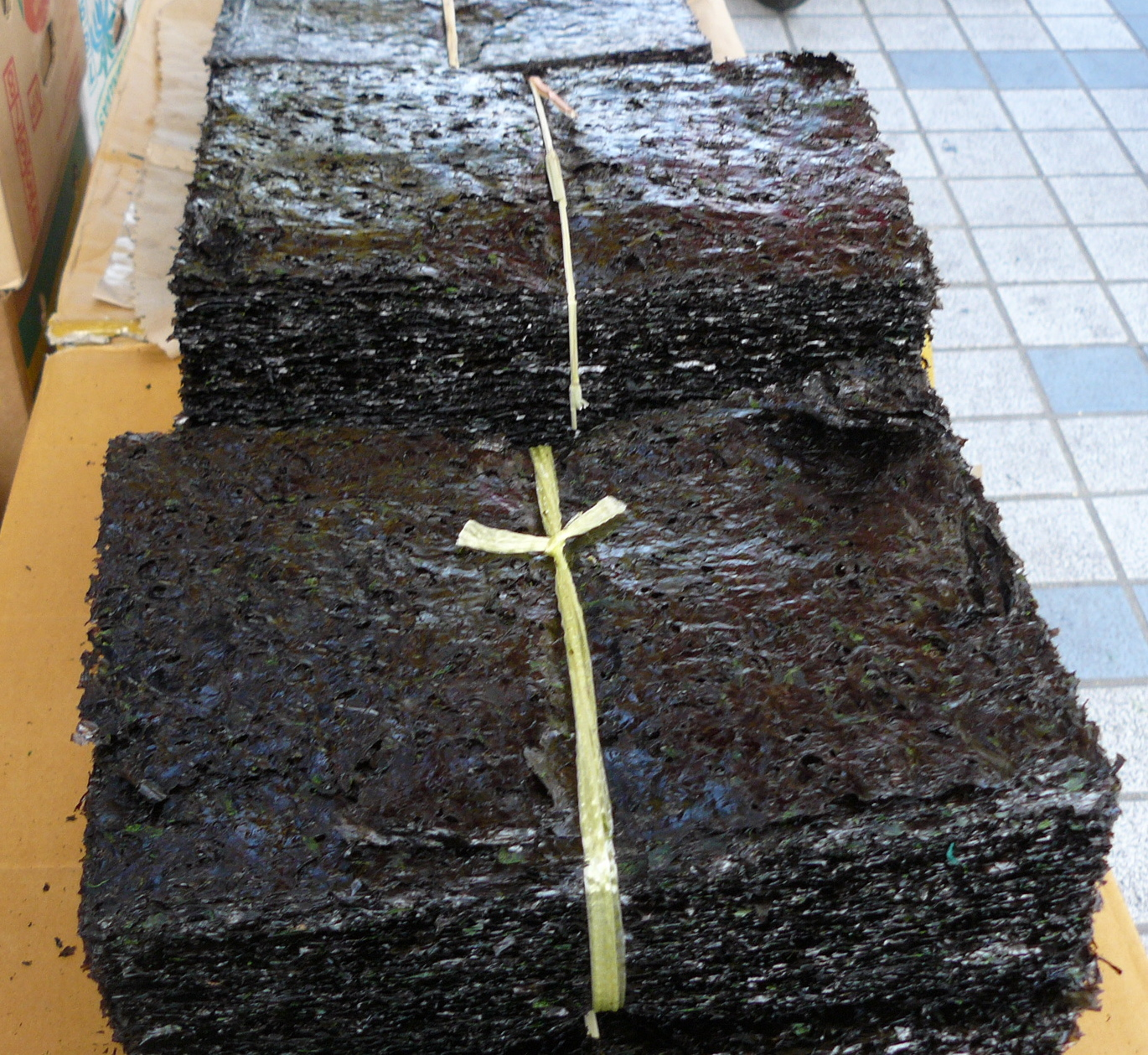
Gim – getrockneter koreanischer Purpurtang
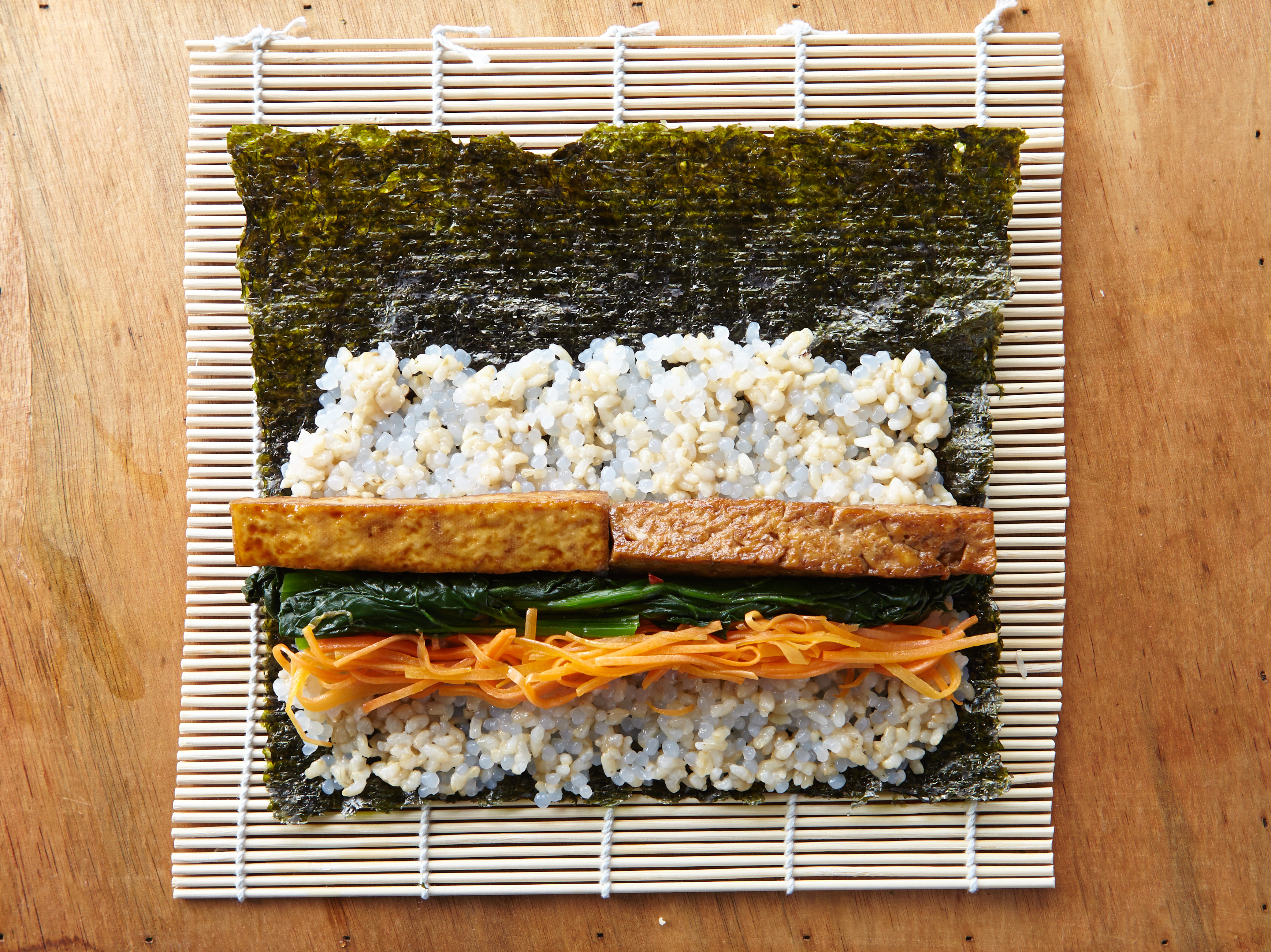
Zutaten vor dem „Rollen“
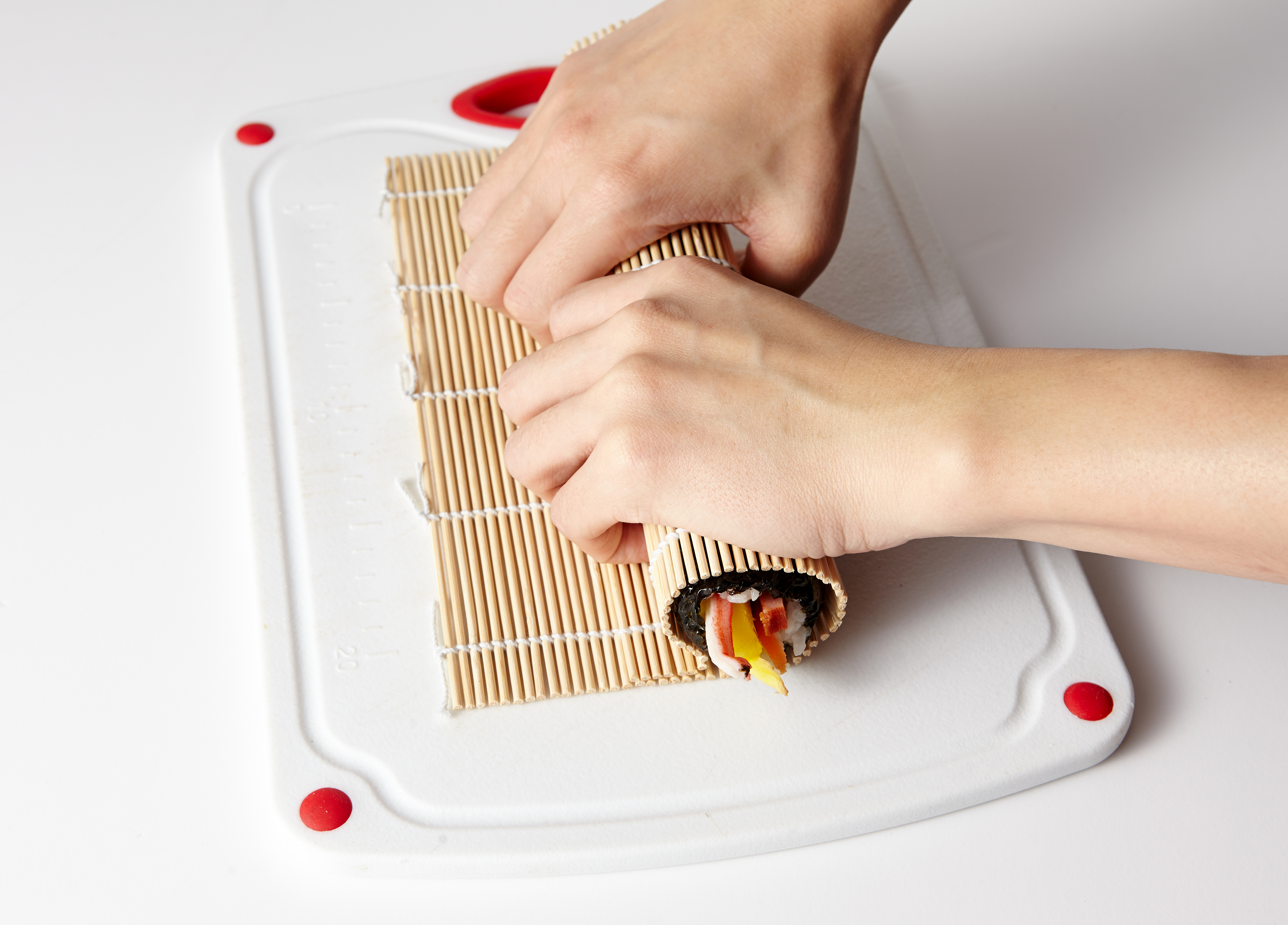
Das „Rollen“ von Gimbap
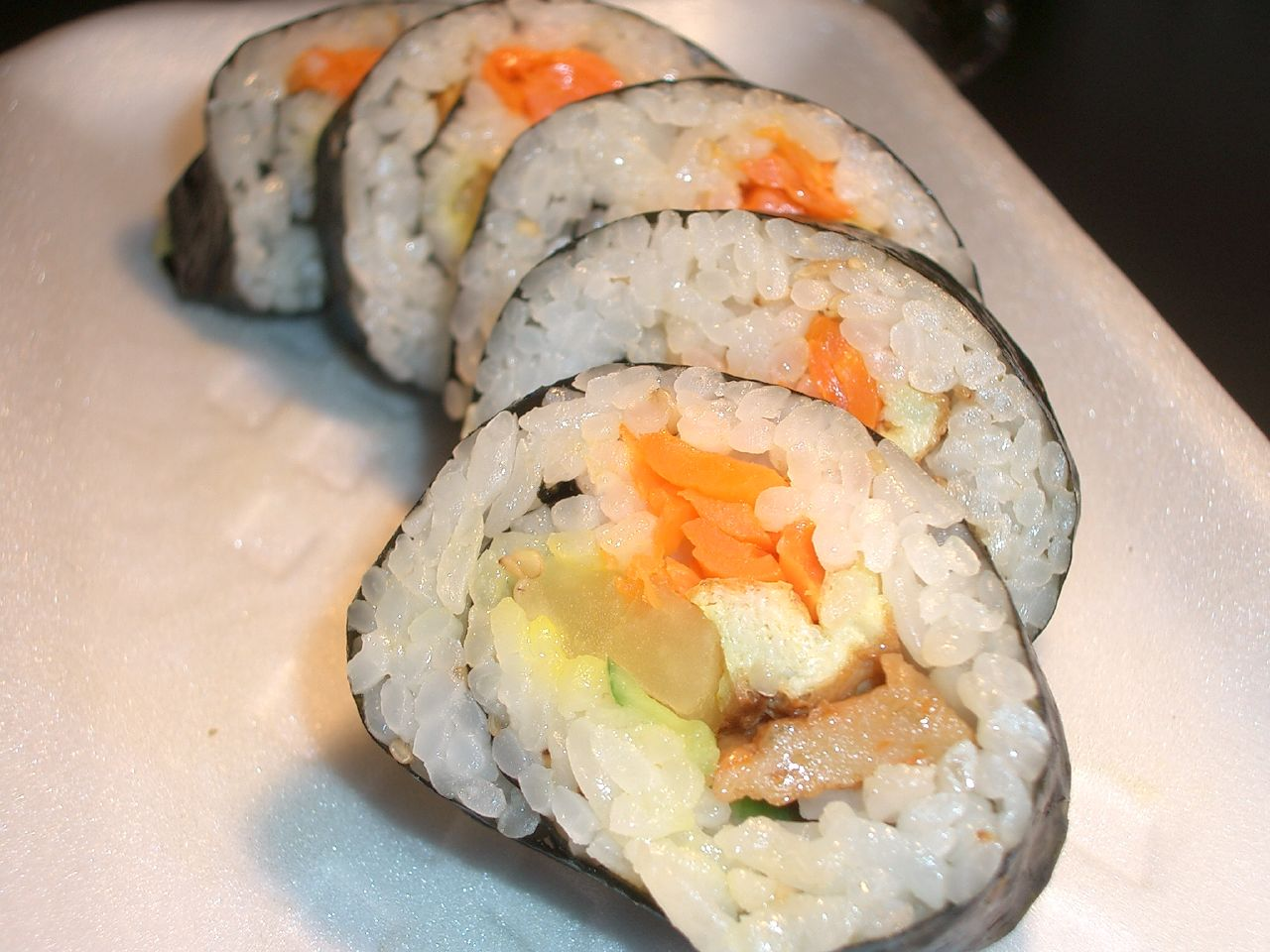
Gimbap – im Detail
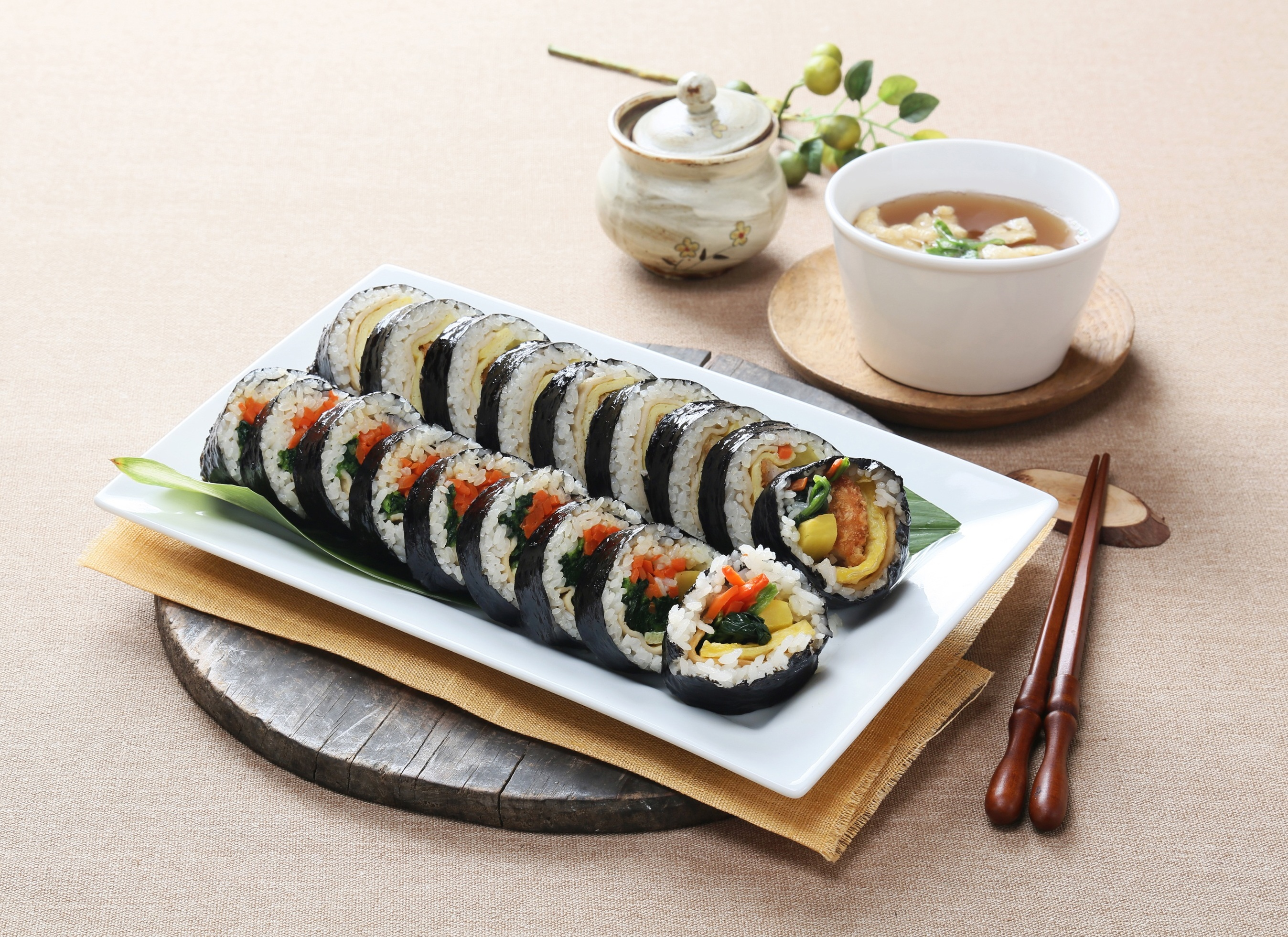
Traditionelles Mahl mit Gimbap und Suppe.